# Bogumił Rychłowski
Bogumił Rychłowski (ur. 14 września 1932 w Częstochowie, zm. 10 lipca 2019 w Warszawie) – polski geograf, politolog, Ambasador Polskiej Rzeczypospolitej Ludowej w Chińskiej Republice Ludowej (1975–1980).

## Życiorys
Był m.in. tłumaczem Władysława Gomułki. W latach 60. habilitował się na Wydziale Geografii Uniwersytetu Warszawskiego. W 1968 rozpoczął pracę w Ministerstwie Spraw Zagranicznych. W latach 1975–1980 pełnił funkcję Ambasadora PRL w ChRL.
W 1989 wypromował doktorat Zdzisława Lachowskiego. W 1993 rozpoczął pracę w Instytucie Geografii i Nauk o Środowisku Uniwersytetu Jana Kochanowskiego w Kielcach.
Syn Barbary i Wincentego. Pochowany na Cmentarzu Komunalnym Północnym w Warszawie.